# Ферекид са Лероса
Ферекид са Лероса или Ферекид из Атине био је старогрчки писац, митограф и логограф прве половине 5. века п. н. е.

## Биографија
Живео је на крају владавине краља Дарија Хистаспе. Рођен је на острву Лерос, али је већи део живота живео у Атини. Зато су се дуго времена Ферекид са Лероса и Ферекид из Атине сматрали различитим личностима – чак их и византијска енциклопедија Суда из 10. века описује као засебне личности.
Његово дело се састојало од не мање од десет књига. Сачувани су фрагменти његове „Историје“, дела написаног на јонском дијалекту и посвећеног родослову богова, старогрчких хероја и других личности све до ере самог Ферекида. Сматран једним од најбољих античких научника у области генеалогије. Поред тога, изгубљено је још неколико Ферекидових дела - историја његовог родног острва, О Ифигенији, На Дионисијевим свечаностима.